# آلدو ماچونه
آلدو ماچونه (ایتالیایی: Aldo Maccione؛ زادهٔ ۲۷ نوامبر ۱۹۳۵) بازیگر اهل ایتالیا است.
از فیلم‌هایی که وی در آن نقش داشته‌است، می‌توان به انجیرتیغی، رو به جلو… حرکت!، گناه است… اما آن را دوست دارم، دو قلب، یک نیایشگاه، فرانکشتاین به سبک ایتالیایی – مرا بگیر، شکنجه‌ام کن، چون دچار عشق سوزانم!، ببخشید شما نرمال هستید؟، مرد لاتینو… تحت تعقیب، وای خدا، حیوان، یک پلیس زن در نیویورک، سنبله، ثور، جدی، راننده تاکسی، من خوش‌عکسم، وقتی حرف می‌زنی دهنت رو ببند!، سکس با لبخند و سکس با لبخند ۲ اشاره کرد.